# Desmodium callianthum
Desmodium callianthum är en ärtväxtart som beskrevs av Adrien René Franchet. Desmodium callianthum ingår i släktet Desmodium och familjen ärtväxter. Inga underarter finns listade i Catalogue of Life.